# Droga wojewódzka 729
Die Droga wojewódzka 729 (DW 729) ist eine vier Kilometer lange Droga wojewódzka (Woiwodschaftsstraße) in der polnischen Woiwodschaft Masowien, die Przystałowice Duże mit Potworów verbindet. Die Strecke liegt im Powiat Przysuski.

## Streckenverlauf
Woiwodschaft Masowien, Powiat Przysuski
-  Przystałowice Duże (DW 727)
-  Potworów (DK 48, DW 740)